# Basco

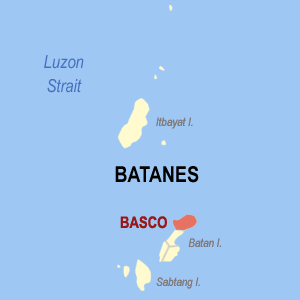
Bascos läge i Batanes

Basco är en ort i Filippinerna och är administrativ huvudort för provinsen Batanes, i regionen Cagayandalen. Kommunen hade 8 579 invånare vid folkräkningen 2015 och är indelad i sex smådistrikt, barangayer, varav två är urbana.